# Encore (álbum de The Specials)
Encore é o oitavo álbum de estúdio do banda inglesa The Specials e o seu primeiro álbum composto apenas por canções originais desde Guilty 'til Proved Innocent! (1998). Ademais, é também o seu primeiro lançamento inédito com o vocalista Terry Hall desde o single "Ghost Town" (1981).
Encore apresenta três versões cover de canções antigas: "Black Skin Blue Eyed Boys", originalmente gravada por The Equals; "Blam Blam Fever", originalmente gravada por The Valentines; e "The Lunatics", originalmente gravada por Hall e o grupo Fun Boy Three e lançada em 1981 sob o título "The Lunatics (Have Taken Over the Asylum)". O álbum estreou no número um da tabela musical oficial de álbuns do Reino Unido, bem como na Escócia.

## Alinhamento de faixas
Todas faixas compostas por Terry Hall, Horace Panter, Lynval Golding, e Nikolaj Torp Larsen; excepto onde indicado.
1. "Black Skin Blue Eyed Boys" (Eddy Grant) — 3:17
2. "B.L.M" — 5:05
3. "Vote for Me" — 5:01
4. "The Lunatics" (Neville Staple, T. Hall, L. Golding) — 3:35
5. "Breaking Point" — 3:56
6. "Blam Blam Fever" (Earl Grant, V. E. Grant) — 2:46
7. "10 Commandments" (T. Hall, H. Panter, L. Golding, N. Torp Larsen, Saffiyah Khan) — 3:53
8. "Embarassed by You" (T. Hall, H. Panter, L. Golding, N. Torp Larsen, Mark Adams) — 3:05
9. "The Life And Times (Of a Man Called Depression)" — 5:27
10. "We Sell Hope" — 4:34

Edição Deluxe
Uma versão deluxe composta de versões covers gravadas ao vivo foi também lançada.
1. "Gangsters" (H. Panter, Jerry Dammers, John Bradbury, L. Golding, N. Staple, Rod Byers, T. Hall) — 3:13
2. "A Message to You, Rudy" (Robert Thompson) — 2:51
3. "Nite Klub" (H. Panter, J. Dammers, J. Bradbury, L. Golding, N. Staple, R. Byers, T. Hall) — 4:49
4. "Friday Night, Saturday Morning" (T. Hall) — 3:16
5. "Stereotype" (J. Dammers) — 4:42
6. "Redemption Song" (Bob Marley) — 3:53
7. "Monkey Man" (Toots Hibbert) — 2:38
8. "Too Much Too Young" (J. Dammers) — 2:04
9. "Enjoy Yourself (It's Later Than You Think)" (Carl Sigman, Herb Magidson) — 3:33
10. "Ghost Town" (J. Dammers) — 5:40
11. "All The Time In The World" (Hal David, John Barry) — 3:25

## Desempenho nas tabelas musicais
| País — Tabela musical (2019)               | Posição de pico |
| ------------------------------------------ | --------------- |
| Bélgica (Flandres) — Ultratop              | 154             |
| Bélgica (Valónia) — Ultratop               | 158             |
| Alemanha — Offizielle Top 100 (GfK)        | 20              |
| Irlanda — Irish Recorded Music Association | 10              |
| Escócia — Albums Chart (OCC)               | 1               |
| Reino Unido — Albums Chart (OCC)           | 1               |